# Gorica, Moravče
Gorica je naselje v Občini Moravče.